# 피터 샐리스
피터 샐리스(Peter Sallis, 1921년 2월 1일 ~ 2017년 6월 2일)는 잉글랜드의 배우이다.

## 출연 작품
- 월레스와 그로밋: 빵과 죽음의 문제 (2008)
- 컬러 미 큐브릭 (2005)
- 월레스와 그로밋 - 거대 토끼의 저주 (2005)
- 월레스와 그로밋 - 양털 도둑 (1995)
- 월레스와 그로밋 - 전자바지 소동 (1993)
- 월레스와 그로밋 - 화려한 외출 (1989)
- 검찰측 증인 (1982)
- 유럽 최고 요리사의 죽음 (1978)
- 인크레더블 사라 (1976)
- 크라운 코트 (1972)
- 드라큘라 피의 맛 (1970)
- 폭풍의 언덕 (1970)
- 찰리 버블스 (1967)
- VIP (1963)
- 약소국 그랜드 펜윅 이야기 2 (1963)
- Z 카스 (1962)
- 늑대인간의 저주 (1961)
- 데이비드 앤 브로콜리 (1960)
- 한여름 밤의 꿈 (1947)